# 2. etape af Vuelta a España 2021
2. etape af Vuelta a España 2021 er en 169,5 km lang flad etape, som køres den 15. august 2021 med start i Caleruega og mål i Burgos.

## Resultater

### Etaperesultat
| \| Etaperesultat \| Etaperesultat \| Etaperesultat \| Etaperesultat \| Etaperesultat \| \| Rytter \| Rytter \| Hold \| Tid \| \| \| ------------- \| ------------------ \| ---------------------------------- \| ------------- \| ------------- \| \| 1. \| Jasper Philipsen \| Alpecin-Fenix \| 3t 58' 57" \| \| \| 2. \| Fabio Jakobsen \| Deceuninck-Quick Step \| + 0" \| \| \| 3. \| Michael Matthews \| BikeExchange \| + 0" \| \| \| 4. \| Sebastián Molano \| UAE Team Emirates \| + 0" \| \| \| 5. \| Alex Aranburu \| Astana-Premier Tech \| + 0" \| \| \| 6. \| Jon Aberasturi \| Caja Rural-Seguros RGA \| + 0" \| \| \| 7. \| Martin Laas \| Bora-Hansgrohe \| + 0" \| \| \| 8. \| Riccardo Minali \| Intermarché-Wanty-Gobert Matériaux \| + 0" \| \| \| 9. \| Florian Vermeersch \| Lotto-Soudal \| + 0" \| \| \| 10. \| Piet Allegaert \| Cofidis \| + 0" \| \| |                    |                                    |            |
| |                    |                                    |            |
| Kilde: ProCyclingStats |                    |                                    |            |
| Etaperesultat |                    |                                    |            |
| Rytter | Rytter             | Hold                               | Tid        |
| 1. | Jasper Philipsen   | Alpecin-Fenix                      | 3t 58' 57" |
| 2. | Fabio Jakobsen     | Deceuninck-Quick Step              | + 0"       |
| 3. | Michael Matthews   | BikeExchange                       | + 0"       |
| 4. | Sebastián Molano   | UAE Team Emirates                  | + 0"       |
| 5. | Alex Aranburu      | Astana-Premier Tech                | + 0"       |
| 6. | Jon Aberasturi     | Caja Rural-Seguros RGA             | + 0"       |
| 7. | Martin Laas        | Bora-Hansgrohe                     | + 0"       |
| 8. | Riccardo Minali    | Intermarché-Wanty-Gobert Matériaux | + 0"       |
| 9. | Florian Vermeersch | Lotto-Soudal                       | + 0"       |
| 10. | Piet Allegaert     | Cofidis                            | + 0"       |

### Klassement efter etapen
| \| Samlede stilling \| Samlede stilling \| Samlede stilling \| Samlede stilling \| Samlede stilling \| \| Rytter \| Rytter \| Hold \| Tid \| \| \| ---------------- \| ---------------- \| --------------------- \| ---------------- \| ---------------- \| \| 1. \| Primož Roglič \| Jumbo-Visma \| 4t 07' 29" \| \| \| 2. \| Alex Aranburu \| Astana-Premier Tech \| + 4" \| \| \| 3. \| Michael Matthews \| BikeExchange \| + 10" \| \| \| 4. \| Josef Černý \| Deceuninck-Quick Step \| + 10" \| \| \| 5. \| Dylan van Baarle \| Ineos Grenadiers \| + 11" \| \| \| 6. \| Andrea Bagioli \| Deceuninck-Quick Step \| + 12" \| \| \| 7. \| Aleksandr Vlasov \| Astana-Premier Tech \| + 14" \| \| \| 8. \| Jan Polanc \| UAE Team Emirates \| + 15" \| \| \| 9. \| Sepp Kuss \| Jumbo-Visma \| + 15" \| \| \| 10. \| Chad Haga \| Team DSM \| + 17" \| \| |                  |                       |            |
| |                  |                       |            |
| Kilde: ProCyclingStats |                  |                       |            |
| Samlede stilling |                  |                       |            |
| Rytter | Rytter           | Hold                  | Tid        |
| 1. | Primož Roglič    | Jumbo-Visma           | 4t 07' 29" |
| 2. | Alex Aranburu    | Astana-Premier Tech   | + 4"       |
| 3. | Michael Matthews | BikeExchange          | + 10"      |
| 4. | Josef Černý      | Deceuninck-Quick Step | + 10"      |
| 5. | Dylan van Baarle | Ineos Grenadiers      | + 11"      |
| 6. | Andrea Bagioli   | Deceuninck-Quick Step | + 12"      |
| 7. | Aleksandr Vlasov | Astana-Premier Tech   | + 14"      |
| 8. | Jan Polanc       | UAE Team Emirates     | + 15"      |
| 9. | Sepp Kuss        | Jumbo-Visma           | + 15"      |
| 10. | Chad Haga        | Team DSM              | + 17"      |

| Pointkonkurrence | Pointkonkurrence   | Pointkonkurrence       | Pointkonkurrence | Pointkonkurrence |
| Rytter           | Rytter             | Hold                   | Point            |                  |
| ---------------- | ------------------ | ---------------------- | ---------------- | ---------------- |
| 1.               | Jasper Philipsen   | Alpecin-Fenix          | 50 point         |                  |
| 2.               | Fabio Jakobsen     | Deceuninck-Quick Step  | 50 point         |                  |
| 3.               | Alex Aranburu      | Astana-Premier Tech    | 50 point         |                  |
| 4.               | Michael Matthews   | BikeExchange           | 27 point         |                  |
| 5.               | Primož Roglič      | Jumbo-Visma            | 20 point         |                  |
| 6.               | Sebastián Molano   | UAE Team Emirates      | 18 point         |                  |
| 7.               | Bert Van Lerberghe | Deceuninck-Quick Step  | 15 point         |                  |
| 8.               | Jan Tratnik        | Bahrain Victorious     | 15 point         |                  |
| 9.               | Jon Aberasturi     | Caja Rural-Seguros RGA | 14 point         |                  |
| 10.              | Omar Fraile        | Astana-Premier Tech    | 13 point         |                  |

| Pointkonkurrence | Pointkonkurrence   | Pointkonkurrence       | Pointkonkurrence | Pointkonkurrence |
| Rytter           | Rytter             | Hold                   | Point            |                  |
| ---------------- | ------------------ | ---------------------- | ---------------- | ---------------- |
| 1.               | Jasper Philipsen   | Alpecin-Fenix          | 50 point         |                  |
| 2.               | Fabio Jakobsen     | Deceuninck-Quick Step  | 50 point         |                  |
| 3.               | Alex Aranburu      | Astana-Premier Tech    | 50 point         |                  |
| 4.               | Michael Matthews   | BikeExchange           | 27 point         |                  |
| 5.               | Primož Roglič      | Jumbo-Visma            | 20 point         |                  |
| 6.               | Sebastián Molano   | UAE Team Emirates      | 18 point         |                  |
| 7.               | Bert Van Lerberghe | Deceuninck-Quick Step  | 15 point         |                  |
| 8.               | Jan Tratnik        | Bahrain Victorious     | 15 point         |                  |
| 9.               | Jon Aberasturi     | Caja Rural-Seguros RGA | 14 point         |                  |
| 10.              | Omar Fraile        | Astana-Premier Tech    | 13 point         |                  |

| Bjergkonkurrence | Bjergkonkurrence | Bjergkonkurrence       | Bjergkonkurrence | Bjergkonkurrence |
| Rytter           | Rytter           | Hold                   | Point            |                  |
| ---------------- | ---------------- | ---------------------- | ---------------- | ---------------- |
| 1.               | Sepp Kuss        | Jumbo-Visma            | 3 point          |                  |
| 2.               | Sep Vanmarcke    | Israel Start-Up Nation | 2 point          |                  |
| 3.               | Rui Oliveira     | UAE Team Emirates      | 1 point          |                  |

| Bjergkonkurrence | Bjergkonkurrence | Bjergkonkurrence       | Bjergkonkurrence | Bjergkonkurrence |
| Rytter           | Rytter           | Hold                   | Point            |                  |
| ---------------- | ---------------- | ---------------------- | ---------------- | ---------------- |
| 1.               | Sepp Kuss        | Jumbo-Visma            | 3 point          |                  |
| 2.               | Sep Vanmarcke    | Israel Start-Up Nation | 2 point          |                  |
| 3.               | Rui Oliveira     | UAE Team Emirates      | 1 point          |                  |

| Ungdomskonkurrence | Ungdomskonkurrence  | Ungdomskonkurrence    | Ungdomskonkurrence | Ungdomskonkurrence |
| Rytter             | Rytter              | Hold                  | Tid                |                    |
| ------------------ | ------------------- | --------------------- | ------------------ | ------------------ |
| 1.                 | Andrea Bagioli      | Deceuninck-Quick Step | 4t 07' 41"         |                    |
| 2.                 | Aleksandr Vlasov    | Astana-Premier Tech   | + 2"               |                    |
| 3.                 | Clément Champoussin | AG2R Citroën Team     | + 8"               |                    |
| 4.                 | Gino Mäder          | Bahrain Victorious    | + 11"              |                    |
| 5.                 | Florian Vermeersch  | Lotto-Soudal          | + 13"              |                    |
| 6.                 | Egan Bernal         | Ineos Grenadiers      | + 15"              |                    |
| 7.                 | Mauri Vansevenant   | Deceuninck-Quick Step | + 16"              |                    |
| 8.                 | Tobias Bayer        | Alpecin-Fenix         | + 21"              |                    |
| 9.                 | Alberto Dainese     | Team DSM              | + 26"              |                    |
| 10.                | Fabio Jakobsen      | Deceuninck-Quick Step | + 33"              |                    |

| Ungdomskonkurrence | Ungdomskonkurrence  | Ungdomskonkurrence    | Ungdomskonkurrence | Ungdomskonkurrence |
| Rytter             | Rytter              | Hold                  | Tid                |                    |
| ------------------ | ------------------- | --------------------- | ------------------ | ------------------ |
| 1.                 | Andrea Bagioli      | Deceuninck-Quick Step | 4t 07' 41"         |                    |
| 2.                 | Aleksandr Vlasov    | Astana-Premier Tech   | + 2"               |                    |
| 3.                 | Clément Champoussin | AG2R Citroën Team     | + 8"               |                    |
| 4.                 | Gino Mäder          | Bahrain Victorious    | + 11"              |                    |
| 5.                 | Florian Vermeersch  | Lotto-Soudal          | + 13"              |                    |
| 6.                 | Egan Bernal         | Ineos Grenadiers      | + 15"              |                    |
| 7.                 | Mauri Vansevenant   | Deceuninck-Quick Step | + 16"              |                    |
| 8.                 | Tobias Bayer        | Alpecin-Fenix         | + 21"              |                    |
| 9.                 | Alberto Dainese     | Team DSM              | + 26"              |                    |
| 10.                | Fabio Jakobsen      | Deceuninck-Quick Step | + 33"              |                    |

| Holdkonkurrence | Holdkonkurrence       | Holdkonkurrence | Holdkonkurrence |
| Hold            | Hold                  | Tid             |                 |
| --------------- | --------------------- | --------------- | --------------- |
| 1.              | Jumbo-Visma           | 12t 23' 04"     |                 |
| 2.              | Astana-Premier Tech   | + 6"            |                 |
| 3.              | Deceuninck-Quick Step | + 10"           |                 |
| 4.              | Bahrain Victorious    | + 13"           |                 |
| 5.              | Ineos Grenadiers      | + 16"           |                 |
| 6.              | Team DSM              | + 20"           |                 |
| 7.              | UAE Team Emirates     | + 22"           |                 |
| 8.              | Movistar Team         | + 26"           |                 |
| 9.              | Bora-Hansgrohe        | + 41"           |                 |
| 10.             | Team BikeExchange     | + 45"           |                 |

| Holdkonkurrence | Holdkonkurrence       | Holdkonkurrence | Holdkonkurrence |
| Hold            | Hold                  | Tid             |                 |
| --------------- | --------------------- | --------------- | --------------- |
| 1.              | Jumbo-Visma           | 12t 23' 04"     |                 |
| 2.              | Astana-Premier Tech   | + 6"            |                 |
| 3.              | Deceuninck-Quick Step | + 10"           |                 |
| 4.              | Bahrain Victorious    | + 13"           |                 |
| 5.              | Ineos Grenadiers      | + 16"           |                 |
| 6.              | Team DSM              | + 20"           |                 |
| 7.              | UAE Team Emirates     | + 22"           |                 |
| 8.              | Movistar Team         | + 26"           |                 |
| 9.              | Bora-Hansgrohe        | + 41"           |                 |
| 10.             | Team BikeExchange     | + 45"           |                 |